# Andrés Jiménez (músico)
Andrés Jiménez Hernández (Orocovis, 3 de julio de 1947) es un compositor y trovador puertorriqueño de música folclórica, vinculado al movimiento de la nueva canción.

## Biografía
Jiménez nació en el barrio Gato de la ciudad de Orocovis, en el centro del país. Su madre despertó su interés por el canto, al llevarlo a ceremonias de carácter religioso donde se interpretaba música folclórica como seis chorreao y aguinaldos.
Años más tarde emigró a Nueva York donde fue reclutado por el ejército de Estados Unidos. Luego volvió a Puerto Rico con intención de estudiar y se integró al grupo Taoné, que trabajaba la canción de contenido social partiendo de la música típica de Borinquen. Con este grupo viajó a Estados Unidos, presentándose en universidades como Harvard y Princeton, así como en diversas comunidades de puertorriqueños en ese país.
En 1973, se presentó en el Festival Mundial de la Juventud y los Estudiantes en Alemania,  en Cuba, en el marco del festival Un cantar del pueblo latinoamericano en Casa de las Américas, y en distintos estados de México
A lo largo de su carrera ha recibido reconocimientos como el Premio Agüeybaná como intérprete de música típica, los premios Cacique Orocovix y Diplo, siendo reconocido incluso por la Cámara de Representantes de Puerto Rico. 
En 1997 su disco "A los Santos Inocentes" vendió más de cincuenta mil copias, recibiendo por ello un disco de oro y el premio "Farándula". 
Ha realizado una labor de apoyo y difusión de la música típica como productor del "Festival del Jíbaro".

## Discografía
- Jesús, el hijo de Dios (Publicado: 17/08/2010)
- Desde mi Balcón (Publicado: 17/08/2010)
- El Rosario de la Aurora(Publicado: 28/03/2011)
- 500 Años después (Publicado: 28/03/2011)
- Plena con Lelolai (Publicado: 09/11/2011)
- El Rosario de la Aurora
- Como el filo del Machete
- Seis años de canción (antología)
- Yo vengo de la montaña
- A Chuito el de Bayamón
- Cantata
- Así canta Puerto Rico
- Jíbaro romántico y algo más
- Navidad Borincana
- A mi me gusta mi pueblo
- Canto al café
- Cien años con Albízu
- Serenta Jíbara
- Yo creo en la libertad
- En vivo
- A los santos inocentes
- En la última trinchera
- América canta en vivo
- Raíces Puertorriqueñas
- Son de Vieques
- La pasión de Jesucristo
- Así somos
- Jornada del Gallo Pinto
- Nació en Borinken (en vivo)
- Fiesta Caribeña
- Éxitos navideños y pistas
- Síntesis
- Mi parranda
- Llorens (Publicado: 22/10/2014
- Desde mi balcón
- 100 años con Albizu

### Colectivos
- 1975 - Compañero presidente